# Северин, Доменико
Доме́нико Севери́н (итал. Domenico Severin; род. 1967) — итальянский органист.
С 11 лет учился игре на скрипке, затем на фортепиано в городе Кастельфранко-Венето. Окончил Венецианскую консерваторию (1990) как органист (ученик Серджио Де Пьери), затем прошёл курс клавесина в консерватории Виченцы. В последние годы титулярный органист Собора Святого Этьенна в городе Мо.
Северин считается специалистом по итальянской органной музыке рубежа XIX—XX веков. Он записал, в частности, полное собрание органных произведений Раффаэле Манари, диск с сочинениями Оресте Раванелло, а также музыку Отторино Респиги, Марко Энрико Босси, Рафаэле Манари и др.